# Max Gablonsky
Max Gablonsky (1º gennaio 1890 – 16 luglio 1969) è stato un calciatore tedesco, di ruolo attaccante.